# Шендзеляж, Зыгмунт
Зыгмунт Эдвард «Лупашко» Шендзеляж (пол. Zygmunt Edward Szendzielarz; род. 12 марта 1910 — ум. 8 февраля 1951) — польский офицер, майор кавалерии Войска Польского и Гражданской Армии Крайова. Участник Второй мировой войны и антикоммунистического вооруженного сопротивления. Был расстрелян по приговору суда ПНР.

## Биография
Шендзеляж родился 12 марта 1910 года в городе Стрый (ныне Львовская область) в семье железнодорожного служащего. После окончания начальной школы во Львове его приняли в био-математическую гимназию во Львове, затем учился во 2-й гимназии в Стрые. С 14 ноября 1931 года по 12 августа 1932 года был курсантом в пехотной школе в городе Острув-Мазовецка. Затем в период с 1 октября 1932 года по 5 августа 1934 года, будучи в звании капрала, он учился в кавалерийской школе офицеров в городе Грудзёндз.
После окончания школы получил звание подпоручика и был назначен командиром взвода в 4-м Занеманском уланском полку в Вильнюсе. 19 марта 1938 года он получил звание поручика и должность командира эскадрона.
Во время сентябрьской кампании 1939 года он был командиром 2-го эскадрона Занеманского полка, после разгрома которого 9-10 сентября с двумя эскадронами присоединился к смешанной Виленской кавалерийской бригаде. В дальнейшем воевал в составе Кресовой и Новогрудской бригад, но после приказа генерала Андерса о прекращении сопротивления был вынужден сложить с себя полномочия командира. Попал в плен, бежал и сумел добраться до Львова. После ряда неудачных попыток эмигрировать и войти в состав польских частей за рубежом перебрался в Литву, в поместье родителей жены.
В апреле 1943 года под псевдонимом «Лупашка» ему было поручено командование первым отрядом Армии Крайовой в Вильнюсском крае, до этого им командовал поручик Бужиньский («Кмичич»), который впоследствии был убит. К осени того же года отряд насчитывал около сотни бойцов и принял название 5-й Виленской Бригады АК.
В период с мая 1943 по июль 1944 года его подразделения участвовали в операции «Буря», а также провели множество вылазок в тылы противников. В начале апреля 1944 года был арестован литовской полицией у своей тещи и передан немцам, однако выпущен ими уже в конце месяца. В конце мая бригада Шендзеляжа вошла (вместе с еще тремя) в состав 2-го Объединения Виленского округа АК, с присвоением ему звания ротмистра. Целью была подготовка к операции «Острая брама» (захвату Вильнюса силами польских партизан).
В июне 1944 года бойцы бригады Шендзеляжа провели карательную акцию в литовском селе Дубинки, в ходе которой было убито не менее 21 жителя села, в том числе женщины и дети. Считается, что акция была ответом на состоявшееся тремя днями ранее убийство поляков, мирных жителей деревни Глинчишки, литовским полицейским батальоном.
После этого бригада Шендзеляжа была переведена в другой район базирования и вошла в состав 1-го Объединения Виленского округа АК. В операции «Острая брама» (июнь-июль 1944 года) бригада участия не приняла, поскольку ее командир открыто отказался выполнить приказ своего руководства, предчувствуя гибель своих солдат от рук если не немцев, то НКВД.
После того, как НКВД заинтересовался отрядами «Лупашки», тот принял решение переименовать бригаду, а затем выйти из немецко-советского окружения через Гродно. 23 июля в гродненских лесах бригада была распущена, но уже 20 сентября 1944 года «Лупашка» с остатками бригады перешел в подчинение коменданту Белостокского округа АК.
В Беловежской Пуще «Лупашка» начал формирование новой бригады. 10 ноября он получил звание майора. В начале апреля 1945 года бригада была мобилизована в районе села Олексин в повяте Бельск Подляски. С этого момента началась её борьба против Красной Армии, Народного Войска Польского, Корпуса внутренней безопасности и НКВД, а также отрядов Народной милиции и Управления Безопасности.

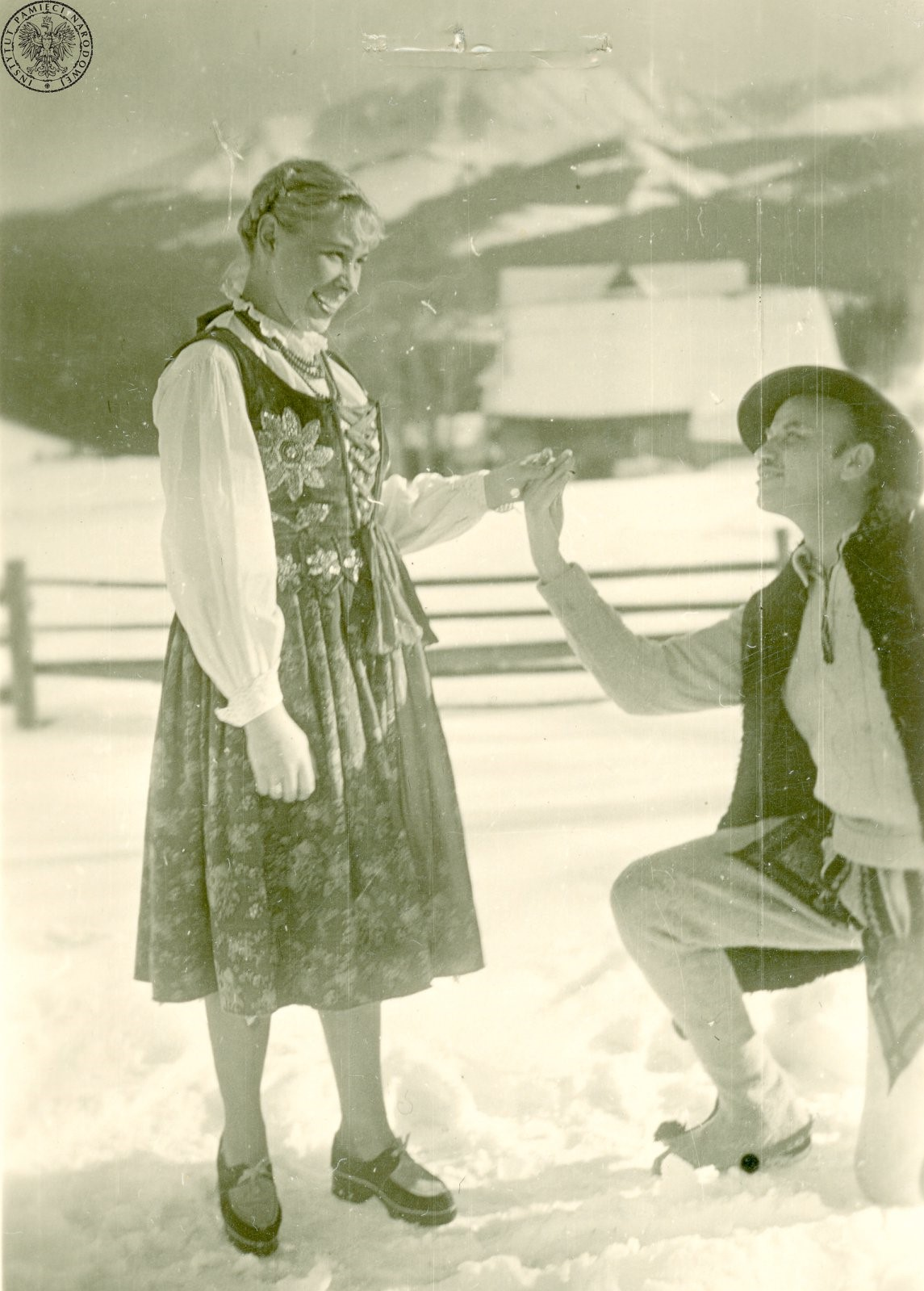
Лидия Львова и Зыгмунт Шендзеляж

В середине мая 1945 года бригада состояла из примерно 200 человек. В первых числах сентября отряд «Лупашки», состоящий из около 300 партизан, получил приказ о расформировании, однако Шендзеляж решил и дальше бороться с коммунистическими властями Польши.
С сентября 1945 по март 1946 гг. «Лупашка» находился в Гданьске, где занимался пропагандой, создав для ее финансирования небольшие боевые отряды, т. н. диверсионные патрули. В январе сформировал 6-ю Белостокскую, а в апреле вновь 5-ю Виленскую бригаду под своим командованием.
В середине августа 1946 года в связи с ростом сил противника решил вместе со своей бригадой из 80 человек перебраться в Белостокское воеводство, где и соединился с 6-й бригадой.
В начале 1947 года отряды «Лупашки» были вынуждены перейти к обороне, лишь изредка осуществляя нападения, часть людей была распущена. К концу марта численность отряда сократилась примерно до 40 человек. После этого он передал командование «Молоту», а сам ушел, чтобы начать мирную жизнь.
После этого жил в городе Закопане вплоть до июня 1948 года, оставаясь, однако, формальным командиром бригады и находясь с ней в постоянной связи. Ответил отказом на приказ своего руководства о ее расформировании, передавал через связных указания и приказы.
30 июня 1948 года «Лупашка» был окружён и арестован полицейскими. По сообщению капитана полиции Эдмунда Банасиковского, это случилось после того, как оперативники перехватили открытку от Ванды «Данки» Минкевич.
Сразу же после ареста «Лупашка» был перевезен в Варшаву и заключен в тюрьму. Он оставался там 2,5 года до 8 февраля 1951 года. 2 ноября 1950 года судья приговорил его к смертной казни по восемнадцати эпизодам.

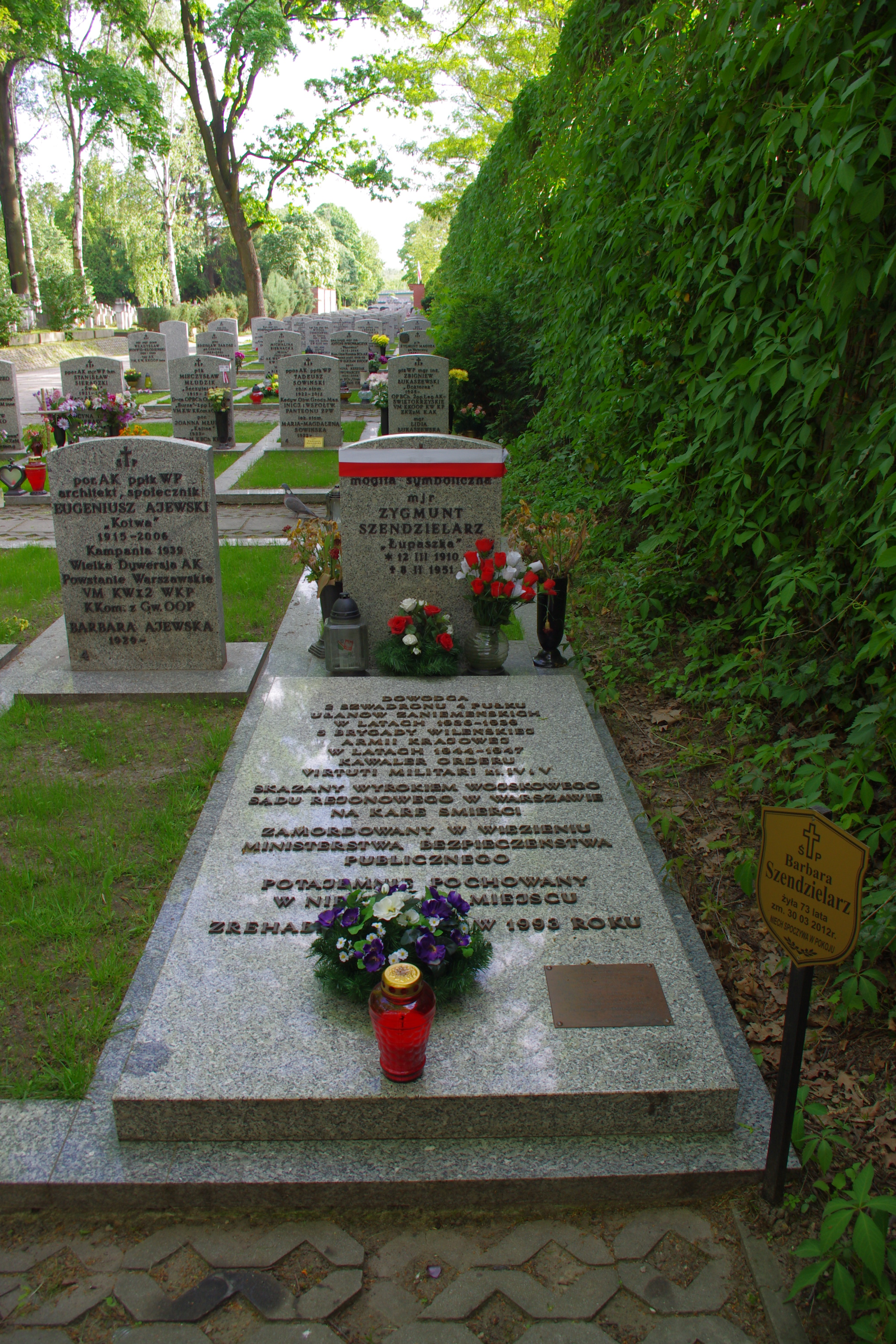
Символическая могила майора «Лупашко» на кладбище в Варшаве

Помимо «Лупашки» по делу проходили еще несколько человек, все мужчины были приговорены к смертной казни:
- подполковник Антони Олехнович
- капитан Хенрик Боровский, «Шмель»
- подпоручик Люциан Минкевич, «Виктор»
- Лидия Львов, «Ляля»
- Ванда Минкевич, «Данка».

Приговор был исполнен 8 февраля 1951 года в тюрьме Мокотува. Тело похоронили в тайне в неизвестном в течение многих лет месте.

## Память

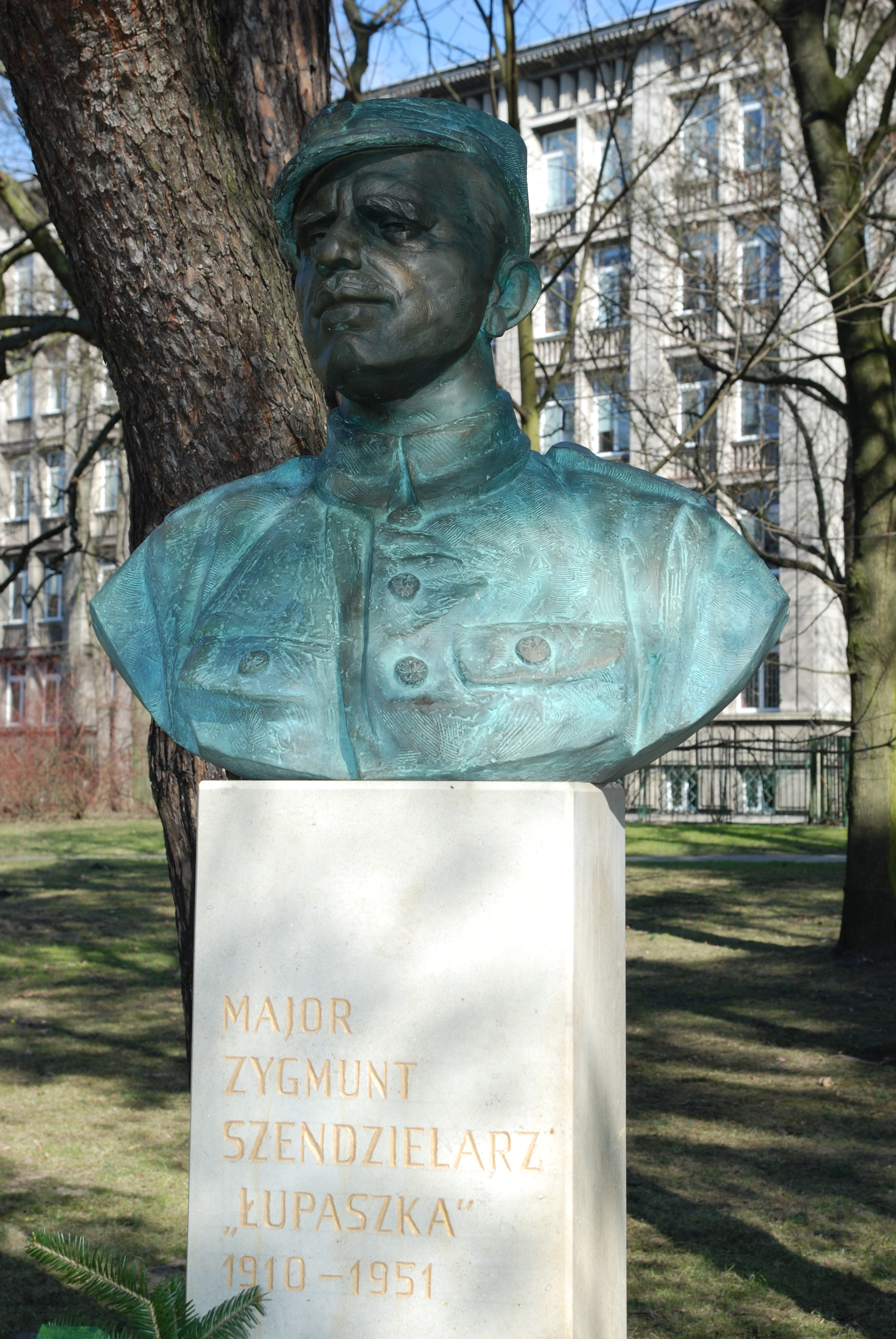
Бюст Зигмунта Шендзеляжа в парке имени Генрика Йордана в Кракове

### Документальные фильмы
- В 2010 году польским режиссёром Мариушем Петровским был снят документальный фильм посвящённый «Лупашке».[4]
- Режиссёр Адам Сикорский снял документальный фильм «Z archiwum IPN — Łupaszka»[5]

### Другое
- 1 октября 2011 году в cеле Заезеж (Поморское воеводство) была открыта мемориальная доска. Затем через год, 14 октября 2012 в городе Кошалин, была установлена такая же.
- В 2012 году в городе Щецин принята резолюция о переименовании нескольких улиц «Струга», «Поморская» и «Zwierzynieckiej» в улицы имени Зигмунта Шендзеляжа.[6]
- В 2014 году польский хип-хоп исполнитель «Tadek» в своём альбоме «Niewygodna prawda II. Burza 2014» посвятил одну композицию «Лупашке».[7][8]
- 1 марта 2015 года в Кракове, в парке имени Генрика Йордана был открыт бюст в честь майора «Лупашки».